# Méreau (Cher)
Pour l’article homonyme, voir Méreau.
Méreau est une commune française située dans le département du Cher en région Centre-Val de Loire.

## Géographie
Méreau se trouve à 7 km de Vierzon, à 30 km de la ville de Bourges et à 78 km d'Orléans. Le territoire communal est arrosé par la rivière Arnon.

### Climat
Pour des articles plus généraux, voir Climat du Centre-Val de Loire et Climat du Cher.
En 2010, le climat de la commune est de type climat océanique dégradé des plaines du Centre et du Nord, selon une étude du CNRS s'appuyant sur une série de données couvrant la période 1971-2000. En 2020, Météo-France publie une typologie des climats de la France métropolitaine dans laquelle la commune est exposée à un climat océanique altéré et est dans la région climatique  Centre et contreforts nord du Massif Central, caractérisée par un air sec en été et un bon ensoleillement. 
Pour la période 1971-2000, la température annuelle moyenne est de 11,3 °C, avec une amplitude thermique annuelle de 15,2 °C. Le cumul annuel moyen de précipitations est de 693 mm, avec 11,1 jours de précipitations en janvier et 6,9 jours en juillet. Pour la période 1991-2020, la température moyenne annuelle observée sur la station météorologique la plus proche, située sur la commune de Vierzon à 7 km à vol d'oiseau, est de 12,2 °C et le cumul annuel moyen de précipitations est de 745,6 mm,. Pour l'avenir, les paramètres climatiques de la commune estimés pour 2050 selon différents scénarios d'émission de gaz à effet de serre sont consultables sur un site dédié publié par Météo-France en novembre 2022.

## Urbanisme

### Typologie
Au 1er janvier 2024, Méreau est catégorisée commune rurale à habitat dispersé, selon la nouvelle grille communale de densité à 7 niveaux définie par l'Insee en 2022.
Elle appartient à l'unité urbaine de Vierzon, une agglomération intra-départementale dont elle est une commune de la banlieue,. Par ailleurs la commune fait partie de l'aire d'attraction de Vierzon, dont elle est une commune de la couronne,. Cette aire, qui regroupe 20 communes, est catégorisée dans les aires de moins de 50 000 habitants,.

### Occupation des sols
L'occupation des sols de la commune, telle qu'elle ressort de la base de données européenne d’occupation biophysique des sols Corine Land Cover (CLC), est marquée par l'importance des territoires agricoles (80,6 % en 2018), en diminution par rapport à 1990 (84,2 %). La répartition détaillée en 2018 est la suivante : 
terres arables (52,7 %), zones agricoles hétérogènes (17,1 %), zones urbanisées (11,5 %), prairies (10,8 %), forêts (7,9 %).
L'évolution de l’occupation des sols de la commune et de ses infrastructures peut être observée sur les différentes représentations cartographiques du territoire : la carte de Cassini (XVIIIe siècle), la carte d'état-major (1820-1866) et les cartes ou photos aériennes de l'IGN pour la période actuelle (1950 à aujourd'hui).

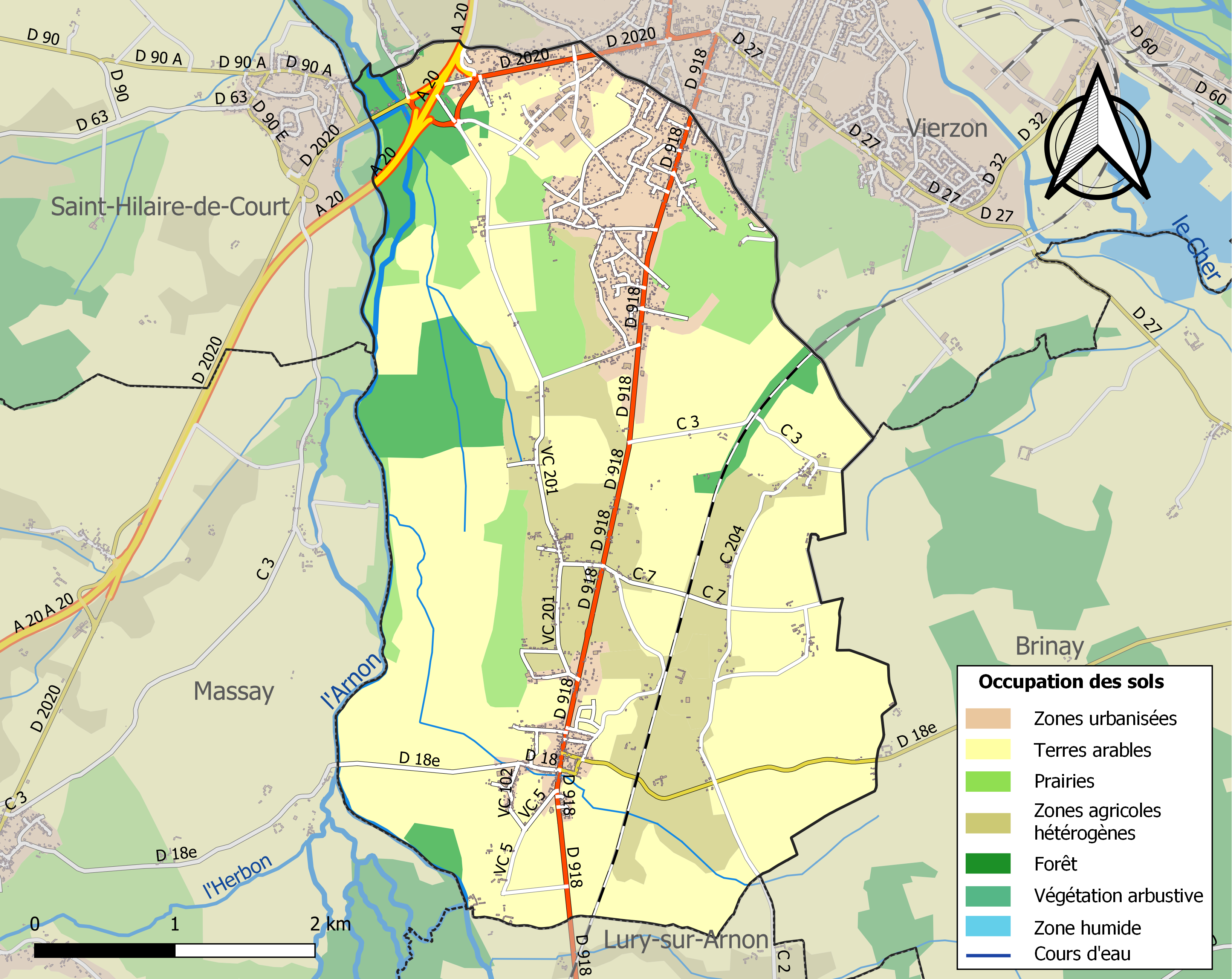
Carte des infrastructures et de l'occupation des sols de la commune en 2018 (CLC).

### Risques majeurs
Le territoire de la commune de Méreau est vulnérable à différents aléas naturels : météorologiques (tempête, orage, neige, grand froid, canicule ou sécheresse), inondations, mouvements de terrains et séisme (sismicité faible). Il est également exposé à un risque technologique,  le transport de matières dangereuses. Un site publié par le BRGM permet d'évaluer simplement et rapidement les risques d'un bien localisé soit par son adresse soit par le numéro de sa parcelle.

#### Risques naturels
Certaines parties du territoire communal sont susceptibles d’être affectées par le risque d’inondation par débordement de cours d'eau, notamment l'Arnon. La commune a été reconnue en état de catastrophe naturelle au titre des dommages causés par les inondations et coulées de boue survenues en 1982, 1993, 1997, 1999, 2008 et 2016,.

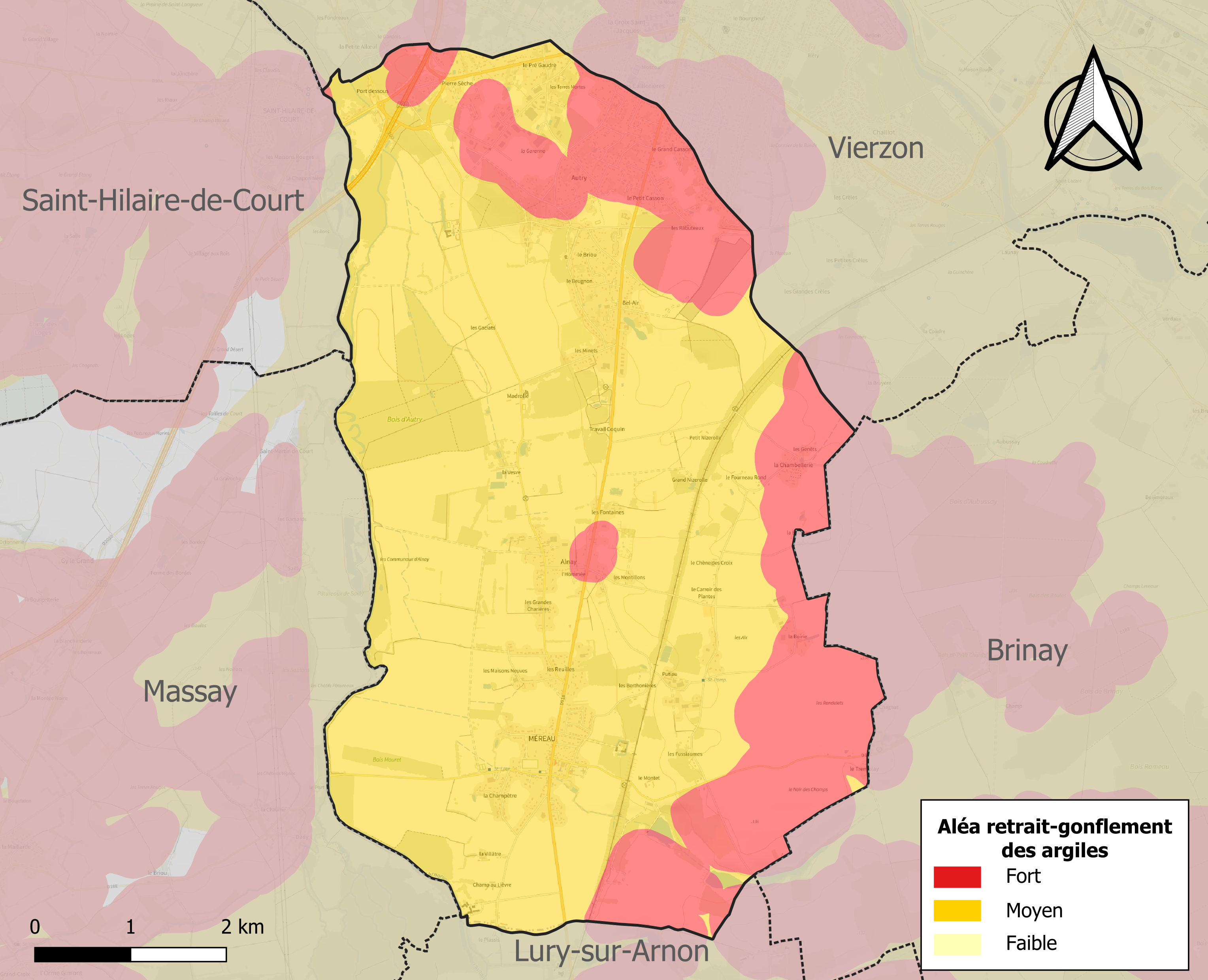
Carte des zones d'aléa retrait-gonflement des sols argileux de Méreau.

La commune est vulnérable au risque de mouvements de terrains constitué principalement du retrait-gonflement des sols argileux. Cet aléa est susceptible d'engendrer des dommages importants aux bâtiments en cas d’alternance de périodes de sécheresse et de pluie. La totalité de la commune est en aléa moyen ou fort (90 % au niveau départemental et 48,5 % au niveau national). Sur les 1 138 bâtiments dénombrés sur la commune en 2019, 1138 sont en aléa moyen ou fort, soit 100 %, à comparer aux 83 % au niveau départemental et 54 % au niveau national. Une cartographie de l'exposition du territoire national au retrait gonflement des sols argileux est disponible sur le site du BRGM,.
Concernant les mouvements de terrains, la commune a été reconnue en état de catastrophe naturelle au titre des dommages causés par la sécheresse en 1989, 1991, 1993, 1997, 2002, 2011, 2018 et 2019 et par des mouvements de terrain en 1999.

#### Risques technologiques
Le risque de transport de matières dangereuses sur la commune est lié à sa traversée par des infrastructures routières ou ferroviaires importantes ou la présence d'une canalisation de transport d'hydrocarbures. Un accident se produisant sur de telles infrastructures est en effet susceptible d’avoir des effets graves au bâti ou aux personnes jusqu’à 350 m, selon la nature du matériau transporté. Des dispositions d’urbanisme peuvent être préconisées en conséquence.

## Transport

### Bus
Méreau est desservie par la ligne U du Réseau de mobilité interurbaine.

## Histoire
Les habitants de Méreau s'appellent les Marologiens. D'après monsieur Fontaine, la commune se composait de Gaulois, « Maros » qui signifie « grand » et « ialo » qui signifie « champs, clairière ». En 600, la commune s'appelait MEREENSIS. Puis, en 843, elle se nommait MAROLOGIUM. Ensuite en 1213, elle portait le nom MAROLIUM. En 1348, elle se prénommait MEREHO.
Le village est occupé dans l'antiquité romaine. La région subit des invasions de Vikings remontant l'Arnon et reproduisant les rives de Mottes comme en témoignent les lieux-dits Moray-Mouret, Terres-Mottes, La Motte d'Assy, La Motte d'Aubry, La Motte d'Autry et enfin la Motte d'Essy.
La communauté de Méreau est en crise démographique au début du XVIIIe siècle, puisqu’elle passe de 110 feux en 1709 à 82 en 1726. L’hiver de 1709-1710 notamment cause de nombreuses pertes, ainsi que la grande canicule de 1719 qui tua beaucoup par dysenterie.
Dans la nuit du 15 août 1944, un bombardier lourd Short Stirling du 299e escadron de la Royal Air Force en mission pour le Special Operations Executive s'écrase en feu au lieudit Moscou, après avoir été cerné puis descendu par la flak de Vierzon. Les six membres de l'équipage composé de 5 Anglais et un Australien sont décédés et inhumés au cimetière de Saint-Doulchard. Une stèle a été érigée à Méreau à l'angle du croisement au hameau de Moscou.

## Démographie
L'évolution du nombre d'habitants est connue à travers les recensements de la population effectués dans la commune depuis 1793. Pour les communes de moins de 10 000 habitants, une enquête de recensement portant sur toute la population est réalisée tous les cinq ans, les populations de référence des années intermédiaires étant quant à elles estimées par interpolation ou extrapolation. Pour la commune, le premier recensement exhaustif entrant dans le cadre du nouveau dispositif a été réalisé en 2004.

En 2022, la commune comptait 2 649 habitants, en évolution de +0,61 % par rapport à 2016 (Cher : −2,48 %, France hors Mayotte : +2,11 %).
| 1793 | 1800 | 1806 | 1821 | 1831 | 1836 | 1841 | 1846 | 1851 |
| ---- | ---- | ---- | ---- | ---- | ---- | ---- | ---- | ---- |
| 347  | 514  | 567  | 559  | 617  | 671  | 612  | 660  | 661  |

| 1856 | 1861 | 1866 | 1872 | 1876 | 1881 | 1886 | 1891 | 1896 |
| ---- | ---- | ---- | ---- | ---- | ---- | ---- | ---- | ---- |
| 708  | 713  | 783  | 850  | 890  | 924  | 946  | 920  | 934  |

| 1901 | 1906 | 1911  | 1921 | 1926 | 1931 | 1936 | 1946 | 1954 |
| ---- | ---- | ----- | ---- | ---- | ---- | ---- | ---- | ---- |
| 971  | 973  | 1 002 | 855  | 865  | 828  | 837  | 847  | 924  |

| 1962 | 1968 | 1975  | 1982  | 1990  | 1999  | 2004  | 2006  | 2009  |
| ---- | ---- | ----- | ----- | ----- | ----- | ----- | ----- | ----- |
| 857  | 979  | 1 352 | 1 756 | 2 020 | 2 074 | 2 134 | 2 151 | 2 340 |

| 2014  | 2019  | 2022  | - | - | - | - | - | - |
| ----- | ----- | ----- | - | - | - | - | - | - |
| 2 582 | 2 606 | 2 649 | - | - | - | - | - | - |

## Culture locale et patrimoine

### Lieux et monuments
- Église Saint-Martin du XIIe siècle et XVe siècle.
- Château de Chevilly XVe siècle, XVIe siècle et XVIIe siècle. Les façade, côtés et toitures du château de Chevilly et de ses communs, y compris le pigeonnier et le moulin du XVIIe s., sont inscrits sur l’inventaire supplémentaire des Monuments Historiques par l'arrêté du 6 juin 1977[34].
- Château d'Autry XVe siècle, XVIIIe siècle et XIXe siècle. inscrit partiellement sur l’Inventaire supplémentaire des monuments historiques par arrêté du 7 mars 1988[35].
- Aérodrome de Vierzon-Méreau, situé sur la commune.

### Cadre de vie
Dans son palmarès 2016, le Conseil national des villes et villages fleuris de France a attribué trois fleurs à la commune au Concours des villes et villages fleuris.*

### Héraldique
| Blason de Méreau | Blason  | Écartelé : au 1er d'argent à la fasce ondée d'azur, au 2e d'argent à la manche mal taillée de gueules, au 3e de gueules à cinq billettes d'argent 3 et 2, au 4e d'azur à deux pointes d'or appointées et posées en chevron. |
| Blason de Méreau | Détails | Redessiné par Jean-Paul Fernon. Adopté le 1er octobre 1987. |